# Eloísa D’Herbil
Eloísa D'Herbil de Silva (Cadis, 22 de gener de 1842 - Buenos Aires, 22 de juny de 1943), fou la primera dona compositora de tangos. Es va establir a l'Argentina, país al qual va viure 75 anys de la seva vida centenària. Va compondre més de cent obres.

## Biografia
Eloísa de Silva va néixer a l'antiga ciutat portuària de Cadis d'una família noble. El seu pare era baró i la seva àvia materna havia estat duquessa de la ciutat italiana de Foggia, a l'antiga província grega de Puglia, en el sud d'Itàlia. Quan Eloísa era nena va mostrar un gran interès per la música i el seu pare va contractar coma professor al pianista Franz Liszt (1811-1886). De broma, Liszt la sobrenomenava «la Chopin amb faldilles». Als 13 anys va interpretar el seu primer concert al Teatre Real de Madrid. Va tocar a diverses capitals d'Europa i va guanyar diversos premis de la reina Isabel II d'Espanya i de la reina Victòria d'Anglaterra. No obstant això, aviat va caure en l'oblit.
Com el seu pare era l'amo de grans latifundis a Cuba, Eloísa va deixar Europa ―ja només tornaria en viatges de plaer― en 1860, amb 18 anys, i es va instal·lar a l'Havana amb el pare durant vuit anys. Va desenvolupar una forta connexió amb el poble cubà i en les seves cartes li agradava afirmar que era cubana. Va continuar els seus estudis musicals amb el pianista nord-americà Louis Moreau Gottschalk, a qui va acompanyar al piano en el teatre de L'Havana en 1861.
Com el pare venia carn per alimentar als esclaus des de Cuba a Brasil, va haver de viatjar a Buenos Aires i així és com va començar a relacionar-se amb aquest país. Al port de Buenos Aires va escoltar tangos per primera vegada i va quedar captivada immediatament amb aquest tipus de música.
En 1868 va acompanyar Gottschalk en vaixell fins a Buenos Aires, on el pianista actuaria en el Teatre Colón. En la parada a Rio de Janeiro, Eloísa va conèixer a l'uruguaià Federico de Silva, amo d'una important comercial. Es van enamorar instantàniament i dos anys més tard es van casar a l'església de la Pietat de Buenos Aires, en una magnífica i luxosa cerimònia. La professió del seu marit li va permetre relacionar-se amb la societat més opulenta de la ciutat. Va ser amiga de personalitats notables, tant des del punt de vista de la política com del de la cultura argentina, com ara Domingo Sarmiento, Juan Bautista Alberdi, Bartolomé Mitre i Carlos Guido i Spano.
El seu marit no era aliè a la música, ja que el 1854 figurava com a president de la Societat Filharmònica. El matrimoni va viure primer al carrer Tacuarí i després al carrer Arenals.
Va compondre peces per a cant, recitat i piano, com a Rayo de luna, amb versos de Carlos Guido, Los barqueros, sobre rimes de Gustavo Adolfo Bécquer i altres temes més.
El 10 d'agost de 1872, durant un concert a benefici en el Teatre Colón, va estrenar l'havanera Vente a Buenos Aires, de gran èxit. Va començar a compondre alguns tangos.

## Obres
Les seves obres ―que durant anys van figurar com «d'autor desconegut»― superen les cent cançons:
- Calote
- ¡Che, no calotiés!
- El queco
- El Maco (homónim del que va fer Miguel Tornquist)
- El mozo rubio
- Evangélica (figura com a «tango cubano»)
- Himno del Congreso Eucarístico (1934)
- La multa
- Marcha fúnebre a Sarmiento
- Plegaria a la Virgen de Luján
- Por la calle Arenales
- Que sí, que no
- Vente a Buenos Aires (havanera)
- Y a mi qué
- Yo soy la rubia (la lletra es també d'ella i va aparèixer com a resposta del tango La morocha)